# Saint Helier Circuit
Het Saint Helier Circuit was een circuit op het Britse eiland Jersey. Op dit circuit werd de Stratenrace van Jersey georganiseerd en deze stratenrace maakte tussen 1947 en 1949 deel uit van de grand-prixseizoenen en was in 1950 ook een niet-kampioenschapsronde in de Formule 1.

## Winnaars van de Grand Prix
- Hier worden alleen de races aangegeven die plaatsvonden tijdens de grand-prixseizoenen tot 1949 en Formule 1-races vanaf 1950.

| Jaar | Coureur         | Constructeur | Locatie      | Verslag |
| ---- | --------------- | ------------ | ------------ | ------- |
| 1950 | Peter Whitehead | Ferrari      | Saint Helier | Verslag |
| 1949 | Bob Gerard      | ERA          | Saint Helier | Verslag |
| 1948 | Bob Gerard      | ERA          | Saint Helier | Verslag |
| 1947 | Reg Parnell     | Maserati     | Saint Helier | Verslag |